# Clypeophysalospora latitans
Clypeophysalospora latitans — вид грибів, що належить до монотипового роду Clypeophysalospora.